# 門司駅

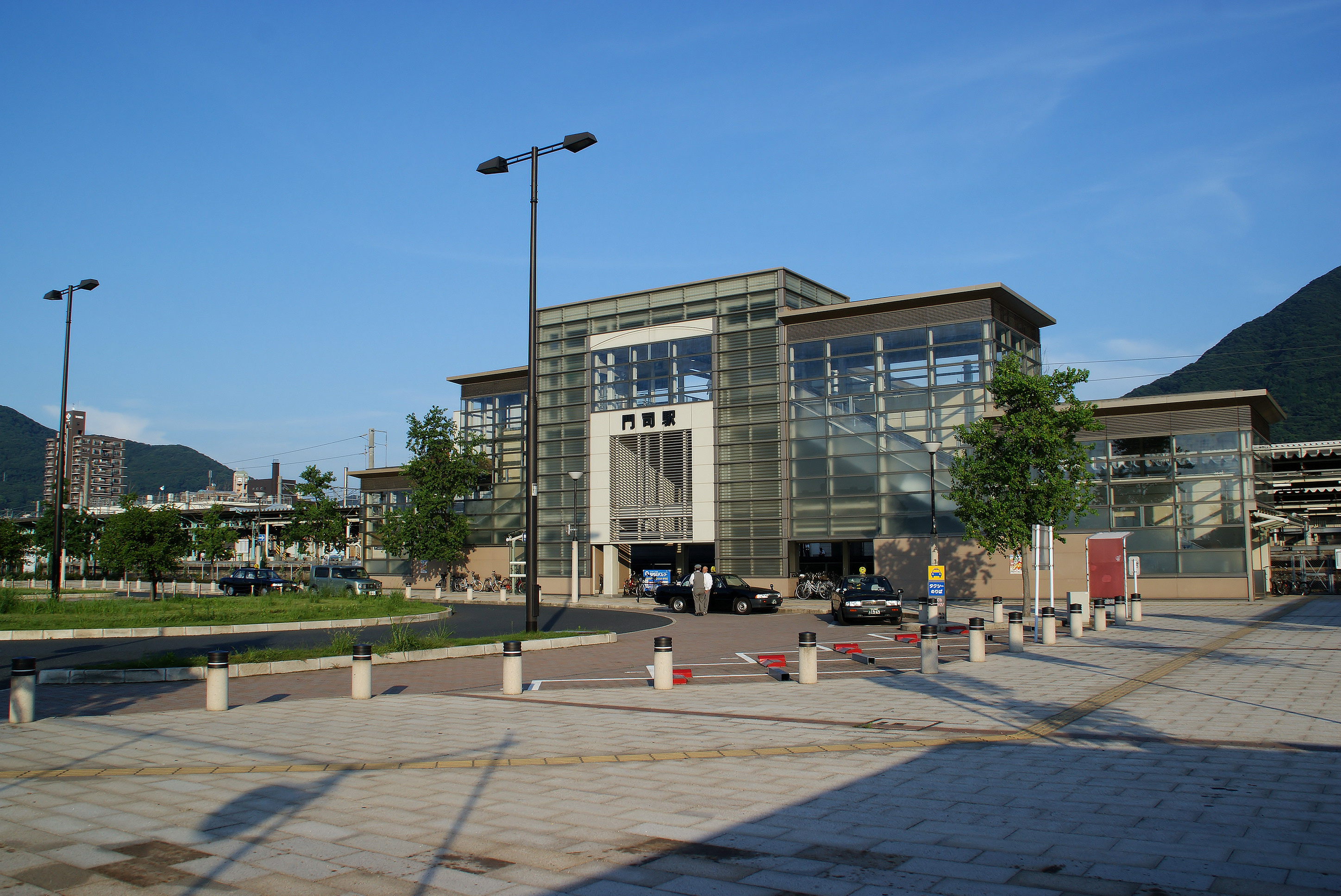
北口（2008年9月）

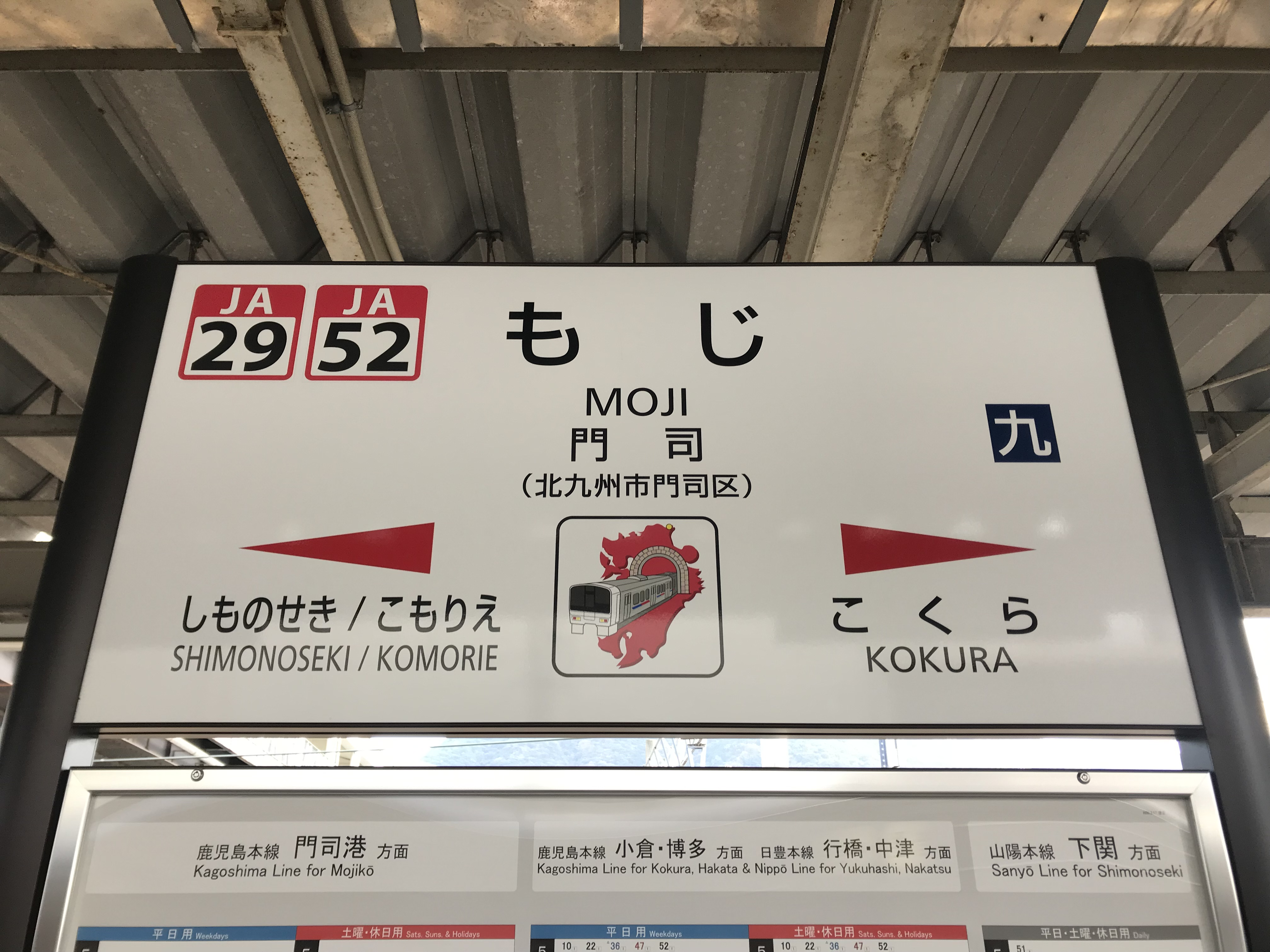
関門トンネルをイメージしたイラストの描かれた駅名標

門司駅（もじえき）は、福岡県北九州市門司区中町にある、九州旅客鉄道（JR九州）の駅である。
駅前にはかつて西日本鉄道（西鉄）北九州線の門司駅前停留場があった。本項目ではこれについても記す。

## 概要
鹿児島本線を所属線とし、山陽本線を加えた2路線が乗り入れる。鹿児島本線にはJA29、山陽本線にはJA52の駅番号がそれぞれ設定されている。
関門トンネル開通により、山陽本線の終点駅となった。このため九州の鉄道の玄関口となっている。なお、営業キロ上は駅の南側にある北九州貨物ターミナル駅と同一地点にある。山陽本線のうち関門トンネルを含む下関駅 - 門司駅間はJR九州の所管である。同線は線路名称上では当駅が終着であるが、下関駅からの列車は運転系統上小倉駅まで直通する列車が多い。また、ラッシュ時などには日豊本線からの列車も乗入れてくる（日中は小倉駅始発で運転）。
山陽本線が直流電化であるのに対し、鹿児島本線は交流電化であるため、本駅構内下関方にデッドセクションが存在する（貨物列車用のために門司駅構内にも設置されている）。そのため、かつてのブルートレインを初めとする客車列車は、門司駅において九州内を走行する交流電気機関車（ED72形、ED73-1000形、ED74形、ED75-300形、ED76形）と、関門トンネル専用の交直流電気機関車（EF30形、EF81形）と付替えが行われていた。九州地区には軸重の大きなEF81形が入線できない脆弱な区間が多かった事も、機関車を交換する理由である。
かつては貨物列車の機関車付け替えも当駅（門司操車場）で行われていたが、現在は北九州貨物ターミナル駅へ移されている。

## 歴史
九州鉄道の開通にあわせ、柳ヶ浦駅として開業した。その当時は、現在の門司港駅が門司駅を名乗っていた。後に、大里駅への改称を経て、関門トンネルが開通する際に、門司駅を門司港駅に、大里駅を門司駅に、それぞれ改称した。
関門トンネルは、長大かつ海底という特殊な条件からもとより蒸気機関車の運行が不可能であり、電化がなされていたものの、門司以西の九州内は非電化であった。この事から、当駅での機関車交換が必須であり、九州初の特別急行列車「富士」や、第二次世界大戦後初の九州発着の特急「かもめ」も含め、すべての列車が長時間停車していたが、1961年（昭和36年）に本駅を含む門司港 - 久留米駅間が交流電化され、同時に山陽本線の下関駅 - 小郡駅（現新山口駅）間も直流電化された。さらに1964年（昭和39年）に山陽本線が全線電化された頃には、旅客列車は機関車交換の不要な交直両用電車が中心になったことから、旅客列車の長時間停車が減少した。
1975年（昭和50年）の山陽新幹線開業より、本州と九州を結んで関門トンネルを通過する長距離列車が大幅に整理され、さらに利用者の減少により寝台特急群も徐々に廃止されてしまったことから、現在では、主に北九州都市圏の輸送を担う旅客駅として機能している。

### 年表
- 1891年（明治24年）4月1日：九州鉄道（初代）の柳ヶ浦駅として開業[注 1][注 2][3][1][2]。
- 1907年（明治40年）7月1日：九州鉄道が国有化、帝国鉄道庁（後に日本国有鉄道）に移管[4]。
- 1908年（明治41年）月日不詳：大里町の発足に合わせ正式に大里駅に改称[注 3][3]。
- 1942年（昭和17年）
  - 4月1日：関門トンネルの九州側の取り付けの関係で駅が約400ｍ鹿児島方に移設され、門司駅に改称[5]。同時に、現在の門司港駅が門司駅から門司港駅に改称される。
  - 7月1日：関門トンネルが正式開通し山陽本線終点となる[6]。同時に直流電化。
  - 11月15日：関門トンネル第1線（現在の下り線）が開業（旅客営業開始）[6]。
- 1944年（昭和19年）
  - 8月8日：関門トンネル第2線（現在の上り線）が開業[6]。
  - 9月9日：関門トンネル複線使用開始[6]。
- 1949年（昭和24年）5月18日：関門トンネルを初めて通過したお召し列車が発着（昭和天皇の戦後巡幸）[7]。機関車の付替えが行われる。
- 1952年（昭和27年）3月21日：九州初の民衆駅となる駅舎完成[8]。
- 1953年（昭和28年）
  - 6月28日：北九州大水害により関門トンネルが水没[8]。
  - 7月19日：関門トンネルが復旧[8]。
- 1961年（昭和36年）6月1日：門司港 - 久留米駅間交流電化に伴い、構内にある側線を除いて交流電化[9]。
- 1962年（昭和37年）3月2日：デッドセクション移設により駅構内を全線交流電化。
- 1986年（昭和61年）11月1日：貨物の取扱を廃止[2]。
- 1987年（昭和62年）
  - 3月31日：貨物の取扱を書類上再開[2]。
  - 4月1日：国鉄分割民営化により、九州旅客鉄道（JR九州）と日本貨物鉄道（JR貨物）が継承[2][10]。
- 2000年（平成12年）5月28日：自動改札機を設置し、供用開始[11]。
- 2002年（平成14年）3月13日：日本貨物鉄道の駅が北九州貨物ターミナル駅に改称。
- 2004年（平成16年）3月30日：橋上駅舎に改築[1]。このころ駅北側の土地区画整理事業に合わせ、北側の1面3線を廃止（第4乗降場廃止）。
- 2009年（平成21年）3月1日：ICカード「SUGOCA」の利用を開始[12]。
- 2019年（平成31年）3月27日：第3乗降場（5・6番のりば）下関方に関門トンネル開業77周年を記念し「関門トンネル案内板」を設置。
- 2022年（令和4年）
  - 3月12日：みどりの窓口の営業時間が、従前の5:30 - 22:30から7:30 - 19:00へ短縮[13]。
  - 4月1日：JR九州サービスサポートによる業務委託駅となる。
- 2023年（令和5年）10月1日：再び九州旅客鉄道本体による直営駅となる[14]。
- 2024年（令和6年）4月1日：みどりの窓口の営業時間が7:30 - 20:00に変更される[15]。

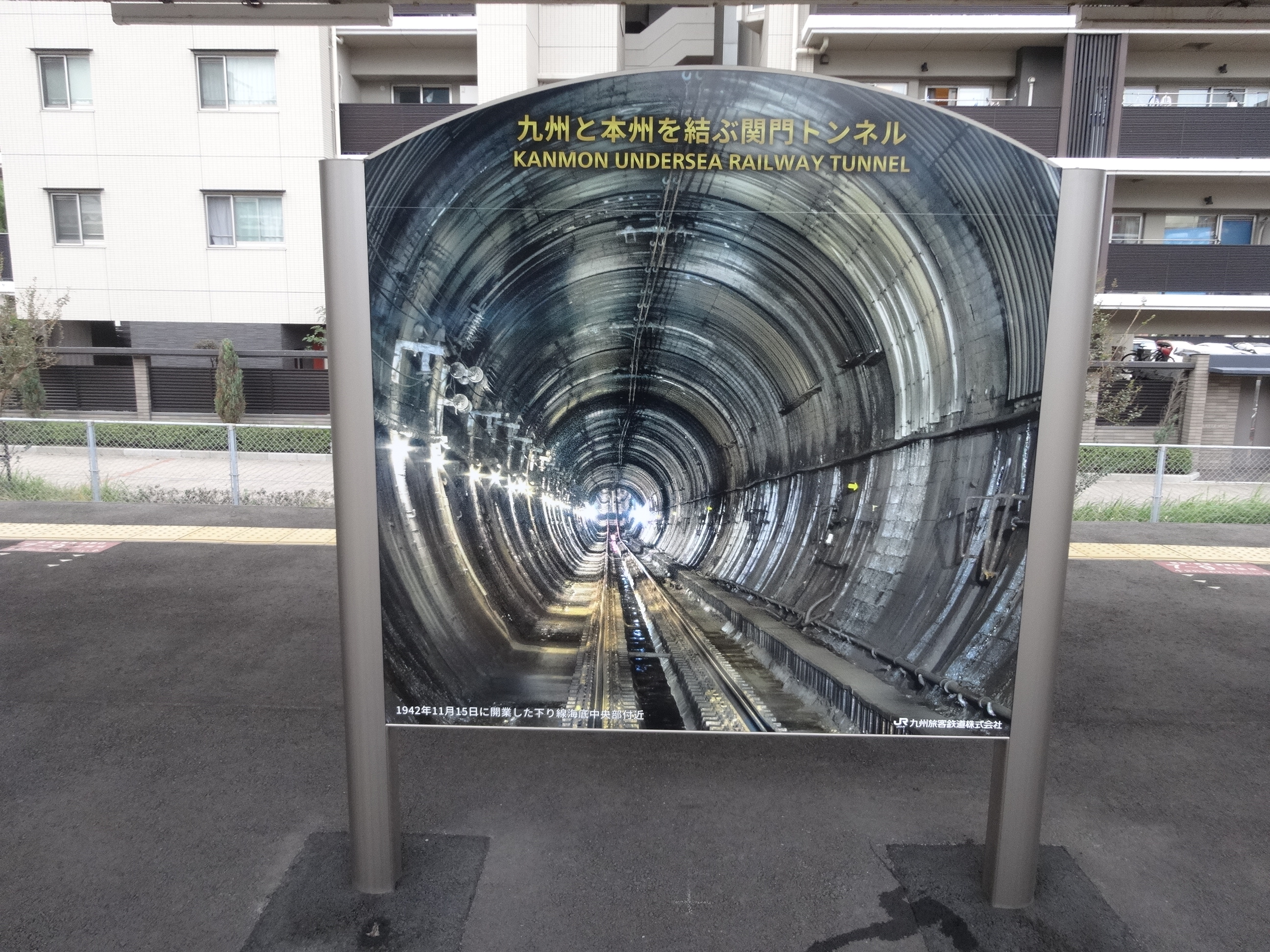
門司駅5・6番のりばの下関側に設置してある関門トンネル案内板（5番のりば側はトンネル下り線内部の写真）

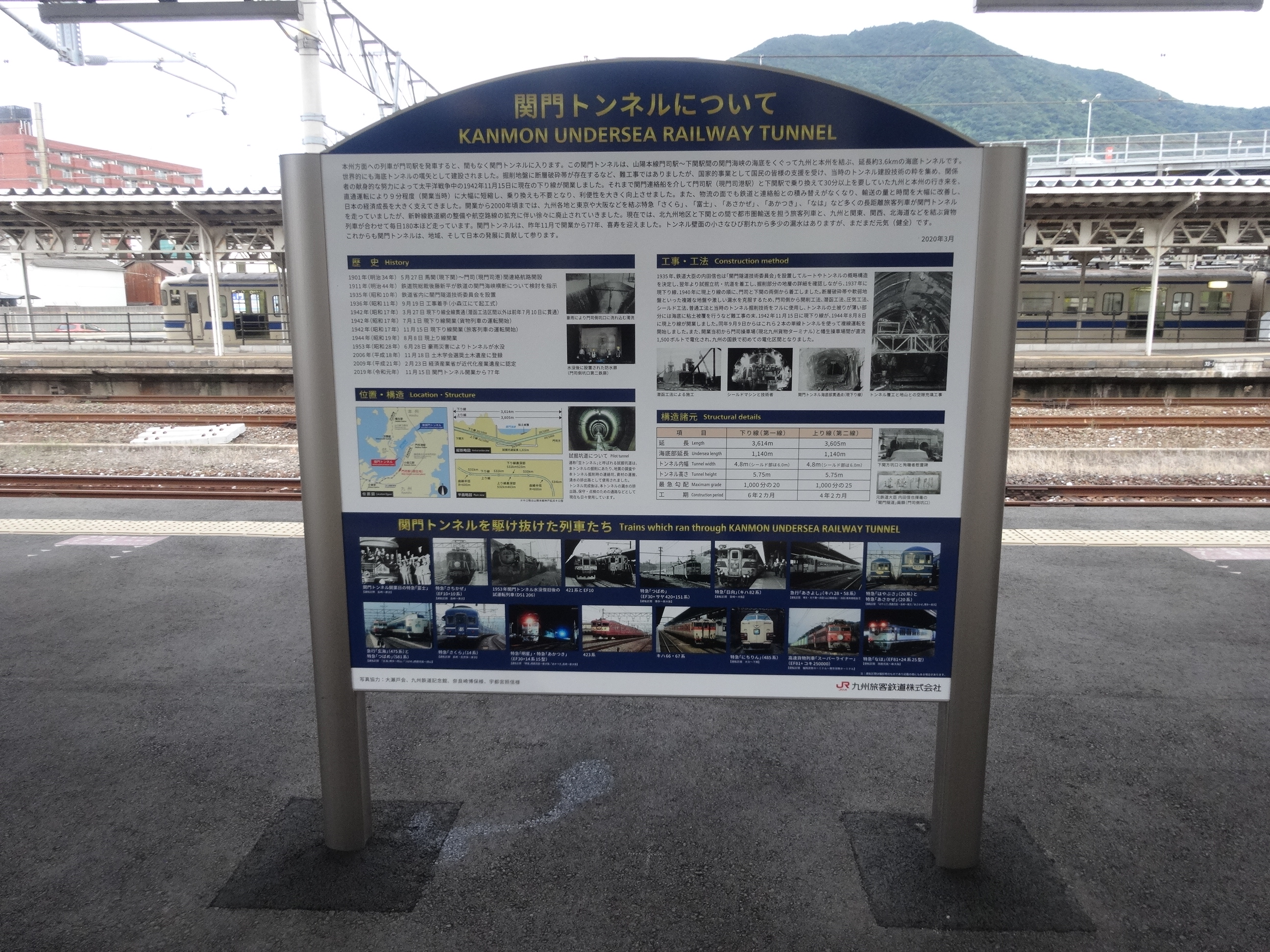
5・6番のりばの下関側に設置してある関門トンネル案内板（6番のりば側はトンネル概要・歴史・工事・走行した列車等を紹介）

## 駅構造

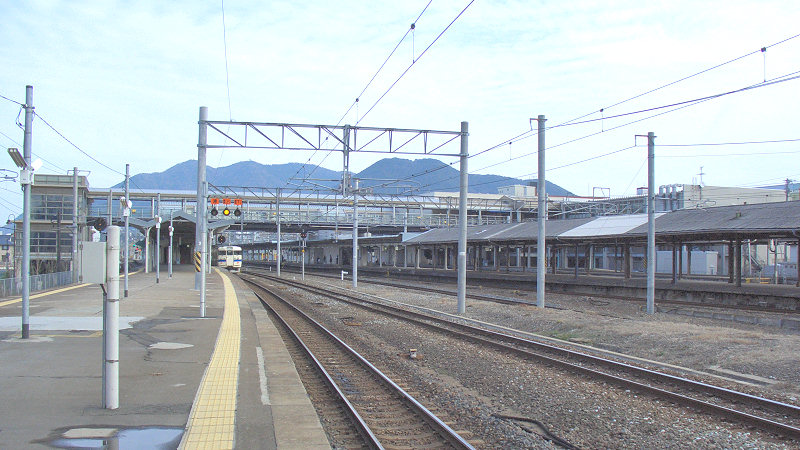
構内 4・5番線

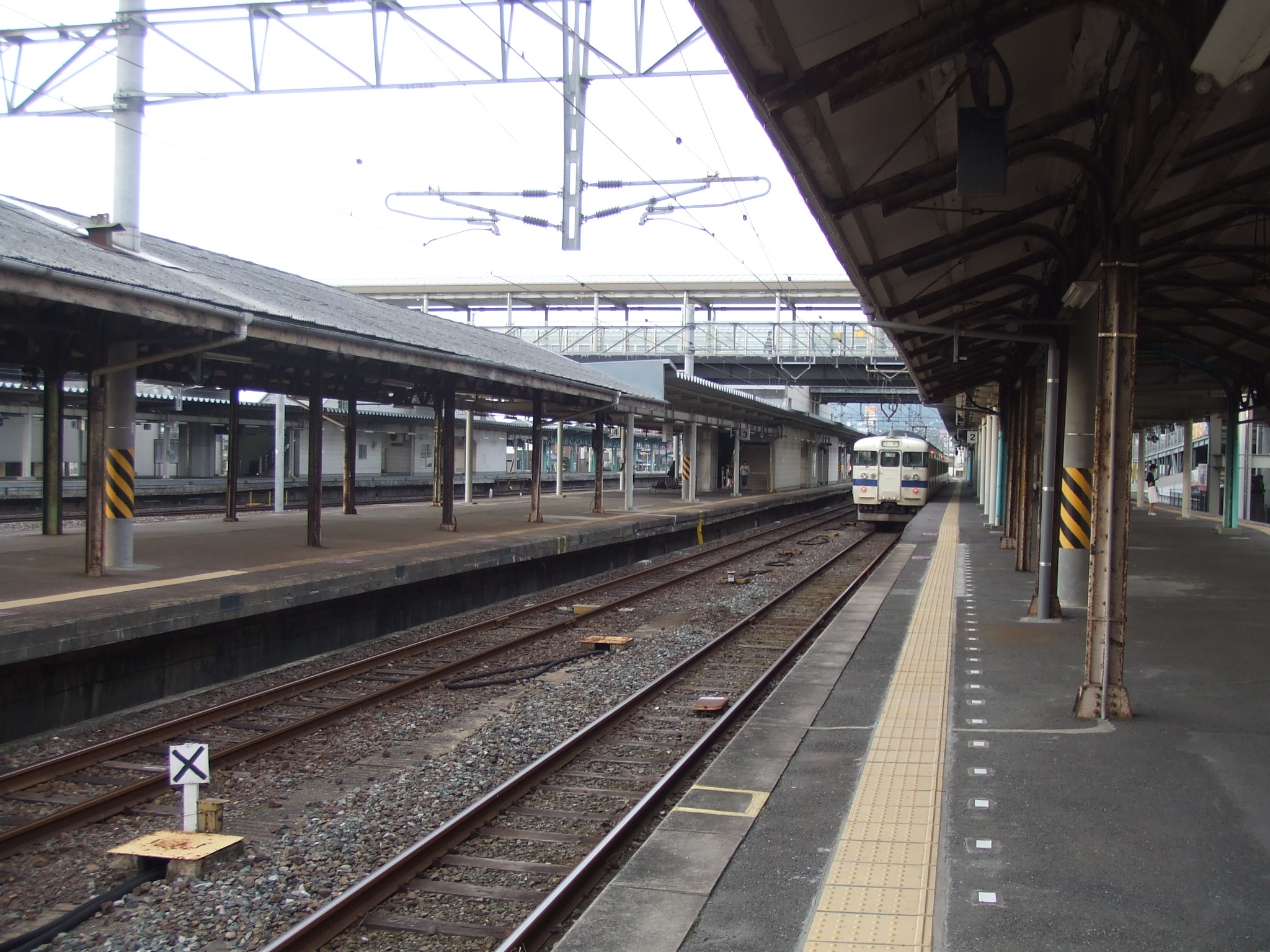
構内の様子 2・3番線（2006年8月）

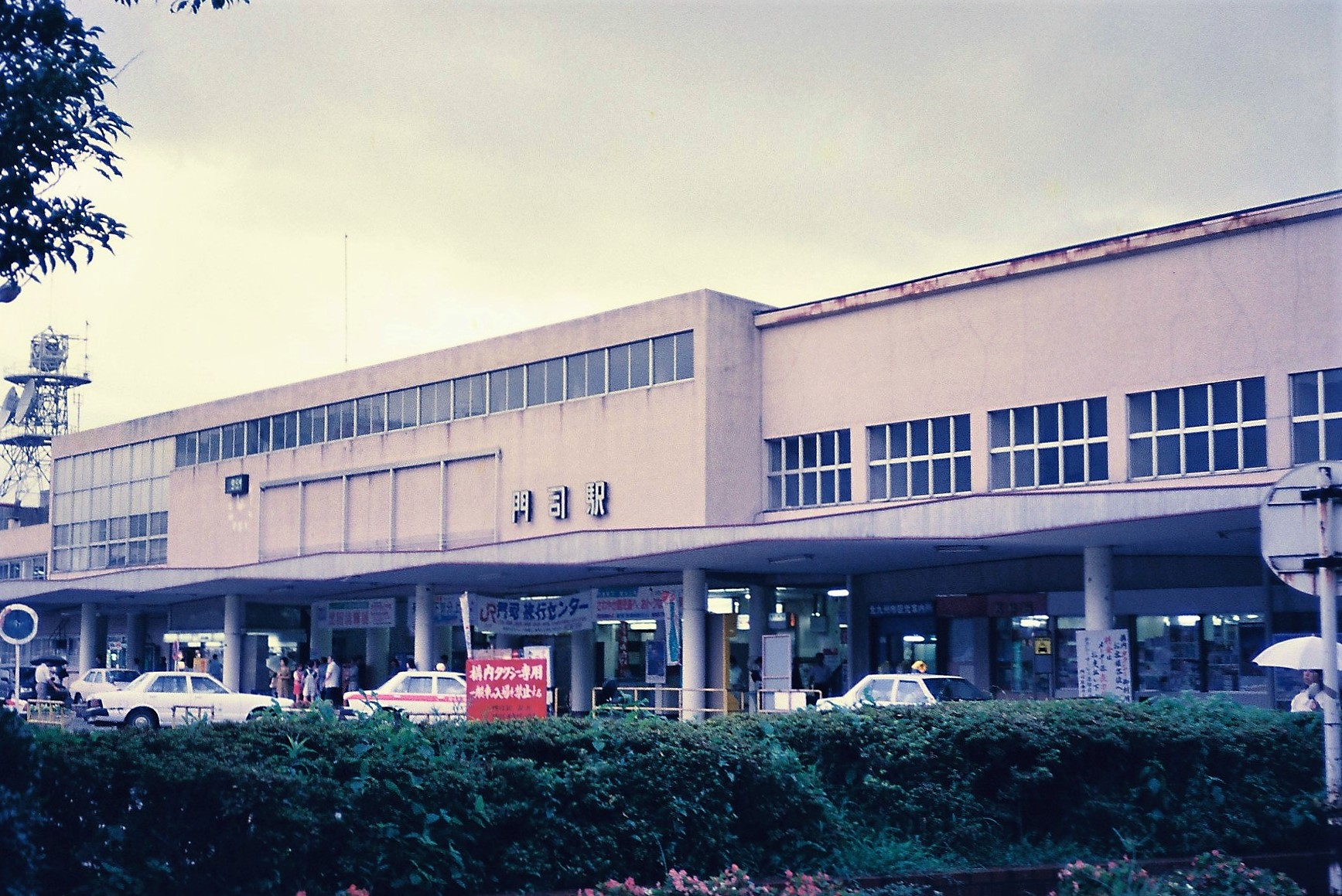
改築前の駅舎（1987年8月）

かつては、島式ホーム4面8線であったが、後に海側の敷地を縮小して1面（旧7･8番乗り場）が廃止され、現在は3面6線を有する地上駅となっている。2004年（平成16年）に3階建の橋上駅舎が完成した。
有人駅でみどりの窓口が設置されている。SUGOCAならびに相互利用可能な各社のIC乗車カードの使用が可能である。1・2階に商業施設「えきマチ1丁目 門司」、3階に改札口がある。駅舎内にはファミリーマートがある。
JRの特定都区市内制度における「北九州市内」の駅である。

### のりば
| のりば | 路線                               | 方向 | 行先                     | 備考               |
| ------ | ---------------------------------- | ---- | ------------------------ | ------------------ |
| 1      | 鹿児島本線                         | 下り | 小倉・博多方面           | 門司港発のみ       |
| 1      | □特急「きらめき」                  | 下り | 小倉・博多方面           |                    |
| 1      | □特急「リレーかもめ」              | 下り | 博多・佐賀・長崎方面     |                    |
| 1      | □特急「かささぎ」                  | 下り | 博多・佐賀・肥前鹿島方面 |                    |
| 2 - 4  | 鹿児島本線                         | 下り | 小倉・博多方面           | 下関発の列車を含む |
| 2 - 4  | 日豊本線                           | 下り | 行橋・中津方面           |                    |
| 2 - 4  | 山陽本線                           | 上り | 下関行き                 | 当駅で折返し       |
| 5・6   | 鹿児島本線                         | 上り | 門司港方面               |                    |
| 5・6   | □特急「きらめき」 「リレーかもめ」 | 上り | 門司港行き               |                    |
| 5・6   | 山陽本線                           | 上り | 下関行き                 | 小倉方面から       |

門司港駅発の列車は1・2番乗り場、下関駅発の列車（折り返しの下関行きも含む）は3・4番乗り場に発着するのが基本（門司港駅始発の列車は基本的に1番乗り場・下関駅始発の列車は基本的に4番乗り場に発着する）だが、相互接続がある場合は同一ホームに発着するなど、例外も多々ある。また小倉方面からの列車については、門司港駅行きが6番乗り場、下関駅行きが5番乗り場を基本とするが、これも一部列車で逆になることがある。
6番乗り場門司港・下関方端あたりに｢急行「天草」｣の乗車位置案内が僅かに残っている。

## 利用状況
2023年（令和5年）度の1日平均乗車人員は5,618人であり、JR九州の駅としては別府駅に次いで第32位である。

### 2000年度以降の1日平均乗車人員
JR九州及び『とうけい北九州』によると、近年の1日平均乗車人員の推移は下記の通り。
| 年度   | 1日平均 乗車人員 | 出典   |
| ------ | ---------------- | ------ |
| 2000年 | 7,261            | [ 18 ] |
| 2001年 | 6,930            | [ 18 ] |
| 2002年 | 6,506            | [ 18 ] |
| 2003年 | 6,334            | [ 18 ] |
| 2004年 | 6,277            | [ 18 ] |
| 2005年 | 6,153            | [ 18 ] |
| 2006年 | 6,126            | [ 18 ] |
| 2007年 | 6,181            | [ 18 ] |
| 2008年 | 6,307            | [ 18 ] |
| 2009年 | 6,187            | [ 18 ] |
| 2010年 | 6,259            | [ 18 ] |
| 2011年 | 6,200            | [ 18 ] |
| 2012年 | 6,203            | [ 18 ] |
| 2013年 | 6,339            | [ 18 ] |
| 2014年 | 6,274            | [ 18 ] |
| 2015年 | 6,478            | [ 18 ] |
| 2016年 | 6,392            | [ 18 ] |
| 2017年 | 6,440            | [ 18 ] |
| 2018年 | 6,338            | [ 18 ] |
| 2019年 | 6,263            | [ 18 ] |
| 2020年 | 4,876            | [ 18 ] |
| 2021年 | 5,120            | [ 19 ] |
| 2022年 | 5,362            | [ 20 ] |
| 2023年 | 5,618            | [ 17 ] |

### 1999年度までの1日平均乗車人員
1日平均乗車人員は下表の通りである。1970年度以降は北九州市公表分。
| 年度               | 1日平均 乗車人員 | 出典   |
| ------------------ | ---------------- | ------ |
| 1935年（昭和10年） | 537              | [ 22 ] |
| 1936年（昭和11年） | 613              | [ 22 ] |
| 1937年（昭和12年） | 638              | [ 22 ] |
| ：                 |                  |        |
| 1954年（昭和29年） | 6,641            | [ 23 ] |
| ：                 |                  |        |
| 1962年（昭和37年） | 9,558            | [ 24 ] |
| ：                 |                  |        |
| 1965年（昭和40年） | 12,843           | [ 21 ] |
| 1966年（昭和41年） | 12,827           | [ 21 ] |

| 年度               | 1日平均 乗車人員 |
| ------------------ | ---------------- |
| 1970年（昭和45年） | 11,058           |
| 1971年（昭和46年） | 11,672           |
| 1972年（昭和47年） | 11,862           |
| 1973年（昭和48年） | 11,668           |
| 1974年（昭和49年） | 11,986           |
| 1975年（昭和50年） | 11,072           |
| 1976年（昭和51年） | 11,544           |
| 1977年（昭和52年） | 11,325           |
| 1978年（昭和53年） | 10,937           |
| 1979年（昭和54年） | 10,461           |

| 年度               | 1日平均 乗車人員 |
| ------------------ | ---------------- |
| 1980年（昭和55年） | 10,286           |
| 1981年（昭和56年） | 10,312           |
| 1982年（昭和57年） | 10,095           |
| 1983年（昭和58年） | 10,018           |
| 1984年（昭和59年） | 9,826            |
| 1985年（昭和60年） | 9,723            |
| 1986年（昭和61年） | 9,045            |
| 1987年（昭和62年） | 9,263            |
| 1988年（昭和63年） | 8,183            |
| 1989年（平成元年） | 7,930            |

| 年度               | 1日平均 乗車人員 |
| ------------------ | ---------------- |
| 1990年（平成2年）  | 8,020            |
| 1991年（平成3年）  | 8,163            |
| 1992年（平成4年）  | 8,385            |
| 1993年（平成5年）  | 8,431            |
| 1994年（平成6年）  | 8,533            |
| 1995年（平成7年）  | 8,441            |
| 1996年（平成8年）  | 8,153            |
| 1997年（平成9年）  | 7,860            |
| 1998年（平成10年） | 7,826            |
| 1999年（平成11年） | 7,403            |

## 駅周辺

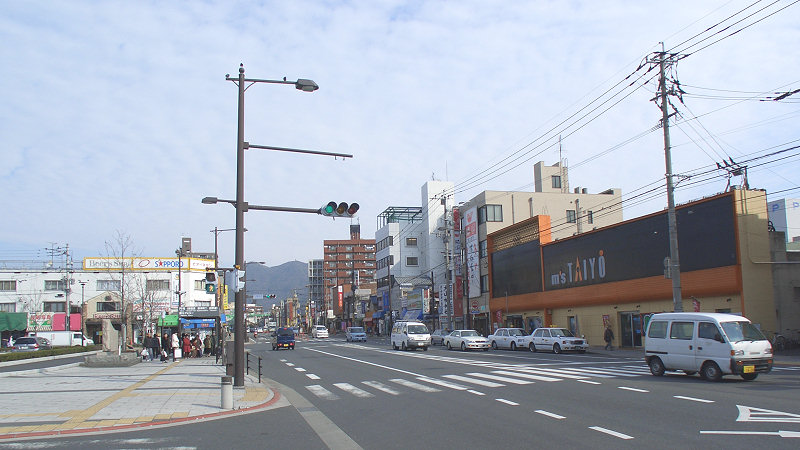
南口駅前（2007年1月）

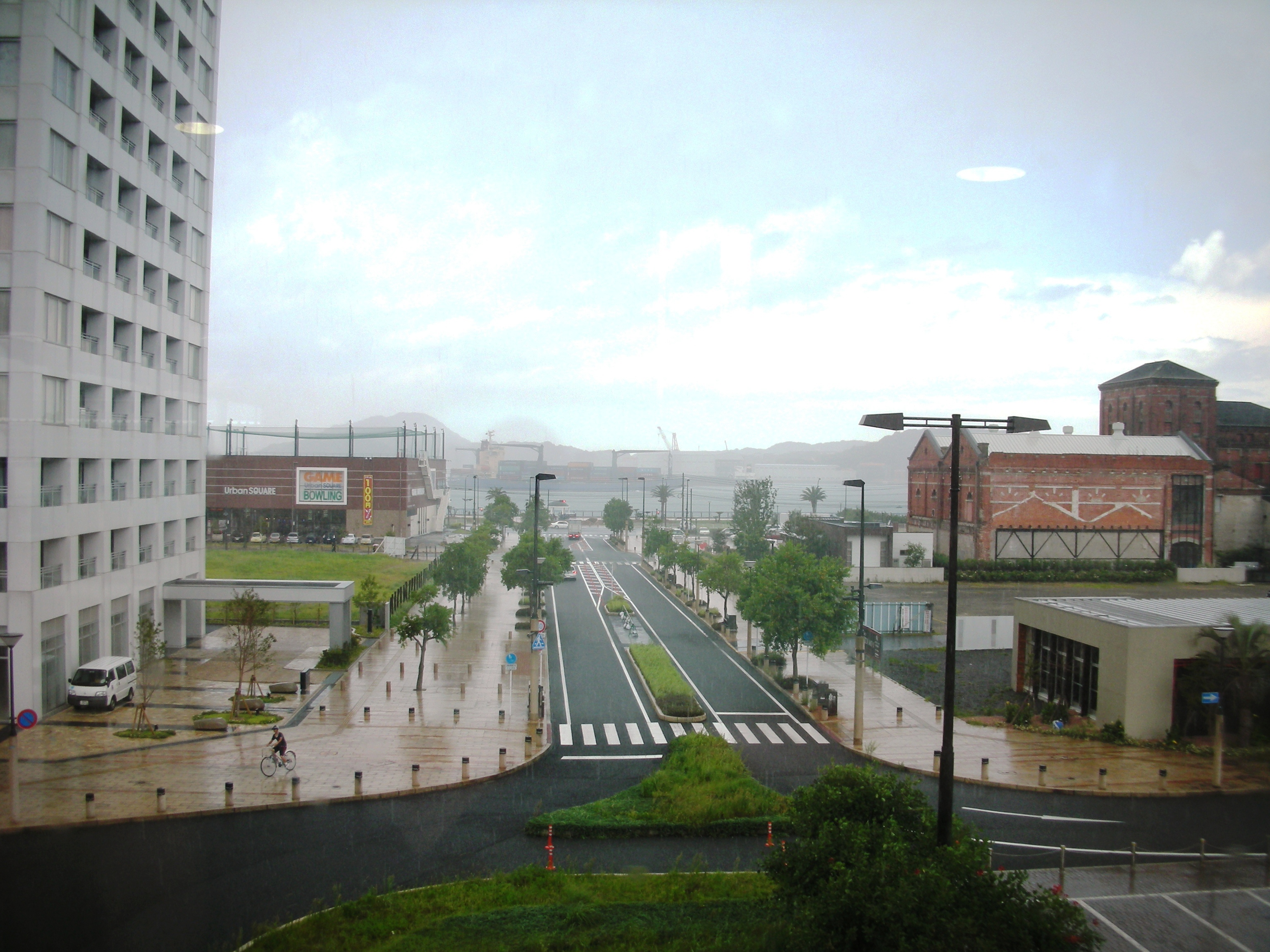
北口駅前（2010年8月）

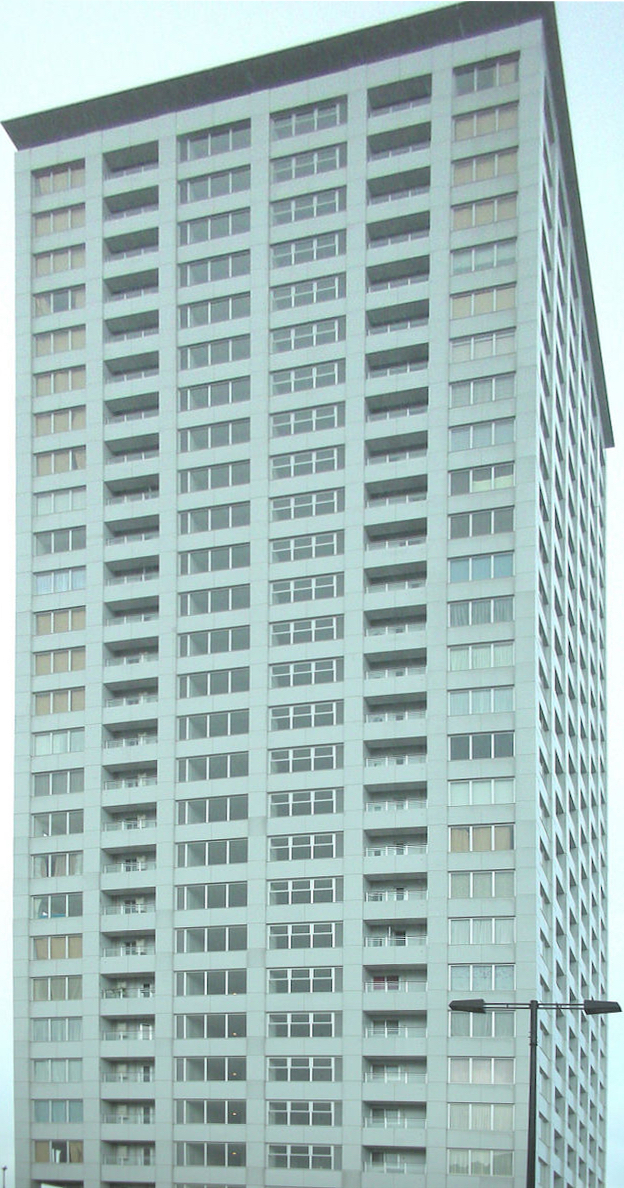
門司ミッドエア

駅は門司区南西部の大里地区に所在する。近世以前は門司往還（参勤交代往還路）の宿場として大里宿が置かれ、関門海峡の渡海地点として栄えた。近代以降は門司港駅が所在する門司区北西部の門司港地区が急速に発展し、1923年に大里町が門司市に編入された経緯がある。
駅南口の前（山側）を国道3号が線路に並行する形で通っている。また、駅北口から250mほど海側の海岸沿いを国道199号が線路に並行する形で通っている。
かつては駅の北側にサッポロビール北九州工場があったが2000年に閉鎖され、現在では同工場跡の建物を保存活用した門司赤煉瓦プレイスをはじめとして、大規模な再開発が進んでいる。
南口側
- 門司郵便局
- 九州鉄道記念病院（旧・JR九州病院）
- 新小文字病院
- JR九州社員研修センター
- 門司区役所大里出張所
- ハイビジョンシアター門司
- 豊国学園高等学校
- 啓知高等学校
- 敬愛中学校・高等学校
- 大分銀行門司駅前支店
- ゆめマート門司
- マルショク西門司店

北口側
- 門司赤煉瓦プレイス
- ヤマダデンキテックランド門司店
- ダイレックス門司店

付近ではないが、当駅から新門司港に発着するフェリー（名門大洋フェリー、阪九フェリー、オーシャン東九フェリー、東京九州フェリー）の送迎輸送が行われている。オーシャン東九フェリーのみ地元タクシー会社に委託する有料（2024年3月時点で440円）の乗合タクシーで、他3社は無料送迎バスである。

## バス路線
西鉄バス北九州が運行し、のりばは南口構内と国道3号線上に分散して設置している。
| のりば                                 | 運行事業者     | 系統・行先 |
| -------------------------------------- | -------------- | --- |
| 構内（南側）                           | 西鉄バス北九州 | 47：桜ケ丘・恒見営業所                                                                                                   |
| 構内（北側）                           | 西鉄バス北九州 | 6：中谷 49：愛の家車庫 / 中谷 60：門司学園中高・恒見営業所 63：柄杓田 70：戸畑渡場 77：青葉車庫 83：戸畑駅 / 淡島神社    |
| 3号線 （門司港方面）                   | 西鉄バス北九州 | 60：恒見営業所 63：柄杓田 70・72・75・95：田野浦 74：和布刈 阪九フェリー・東京九州フェリー無料送迎バス                   |
| 3号線 （緑ケ丘・大里桃山町・小倉方面） | 西鉄バス北九州 | 47：藤松・緑ヶ丘方面（循環） 49：愛の家車庫・中谷 70・74：戸畑渡場 70・72・74・75：青葉車庫 95：小倉北区役所前・青葉車庫 |

## 門司駅前停留場
門司駅の前の国道3号線上には、かつて西日本鉄道北九州本線の門司駅前停留場があった。
元は不老園前停留場と称し、1911年（明治44年）6月の九州電気軌道本線第1期区間の開通の際、のちに門司駅ができる位置付近に設置されていたもの。1942年（昭和17年）4月に大里駅が現在地に移転し、門司駅となったのに伴い、接続のため不老園前停留場を門司駅付近に移設し、門司駅前停留場に改称した。
停留場は、上下線それぞれに安全地帯のある乗降場を備えた2面2線の構造で、上下線間の渡り線も備えていた。
1985年（昭和60年）10月20日の北九州本線門司停留場 - 砂津駅間廃止に伴い、当停留場も廃止となった。なお、北九州本線の起点であった門司停留場は、門司港駅よりさらに北東の旧門司地区にあり、当停留場とは別の停留場である。

## 隣の駅
九州旅客鉄道（JR九州）
 鹿児島本線
- 特急「きらめき」「リレーかもめ」「かささぎ」停車駅

■快速・■区間快速・■普通
*（貨）葛葉駅 - 小森江駅 (JA30) - 門司駅 (JA29) - （貨）北九州貨物ターミナル駅 - （貨）東小倉駅 - 小倉駅 (JA28)
*打消線は廃駅（廃止時点は小森江駅は未開業）
 山陽本線（当駅 - 小倉駅間は鹿児島本線）
■普通
下関駅 (JA53) - 門司駅 (JA52) - 小倉駅 (JA51)